# Negosiana miliaris
Negosiana miliaris är en insektsart som beskrevs av Carl Stål 1864. Negosiana miliaris ingår i släktet Negosiana och familjen dvärgstritar. Inga underarter finns listade i Catalogue of Life.